# Президентские выборы в Польше (2015)
Президентские выборы в Польше в 2015 году — очередные всенародные выборы президента Польской республики. Первый тур прошёл 10 мая 2015 года. В связи с тем что ни один из кандидатов не набрал более 50 % голосов, второй тур проведён 24 мая. Во втором туре с перевесом всего в три процента (чуть более 500 тыс. голосов) победу одержал кандидат от «Права и справедливости» Анджей Дуда.

## Назначение выборов
Очередные всенародные выборы президента Польши в 2015 году прошли, в соответствии с конституцией Польши (ст. 128, пункт 2), между 3 и 17 мая, так как пятилетний срок действующего президента Бронислава Коморовского истекает 6 августа 2015 года. 4 февраля маршал Сейма Польши Радослав Сикорский назначил выборы на 10 мая.

## Хронология
Первый тур голосования не выявил победителя: ни один из кандидатов не набрал больше 50 % голосов избирателей. Дуда набрал 35% голосов, Коморовский -34 % голосов, независимый кандидат Павел Кукиз -21 % голосов. Действующий глава государства Бронислав Коморовский, считавшийся фаворитом, уступил 1 % оппозиционному кандидату Анджею Дуде. Второй тур, в котором приняли участие А. Дуда и Б. Коморовский, состоялся 24 мая 2015 года. Во втором туре Дуда опередил своего соперника на 3%. По итогам выборов Анджей Дуда одержал уверенную победу.
Право голоса имеют граждане Польши, достигшие 18 полных лет на день голосования (за исключением недееспособных по закону и поражённых в правах).

## Кандидаты
В соответствии со ст. 296 Закона от 5 января 2011 года «Избирательный кодекс», кандидат в президенты должен собрать не менее 100 тысяч подписей избирателей в свою поддержку к 26 марта. Для этого ему сначала следует учредить инициативную группу поддержки (минимум 15 человек), а затем зарегистрировать первую тысячу подписей в избирательной комиссии Польши к 16 марта.
Создало инициативные группы поддержки и начало сбор подписей 26 кандидатов (21 мужчина и 5 женщин). Трое из них не смогло в установленный срок собрать первоначальную 1000 подписей. Из оставшихся 23 кандидатов только 11 собрали в свою поддержку необходимые 100 тысяч подписей и, следовательно, получили право баллотироваться в президенты.
Польская национальная избирательная комиссия по итогам сбора подписей зарегистрировала для участия в выборах следующих кандидатов в президенты:
- Гжегож Браун — режиссёр, сценарист, публицист;
- Анджей Дуда — депутат Европейского парламента от партии «Право и справедливость»;
- Артур Гловацкий — предприниматель;
- Анна Гродская — депутат Сейма от Партии зелёных;
- Здзислав Янковский[пол.] — заместитель руководителя «Патриотичной Польши[пол.]», бывший депутат;
- Адам Ярубас — заместитель председателя Польской крестьянской партии, маршал[пол.] Свентокшиского воеводства;
- Бронислав Коморовский — действующий президент Польши;
- Влодзимеж Юлиан Кораб-Карпович[пол.] — глава комитета «Будущая Польша», бывший заместитель президента Гданьска;
- Януш Корвин-Микке — депутат Европарламента и лидер «Коалиции возрождения республики свободы и надежды»;
- Мариан Ковальский[пол.] — вице-председатель партии «Народное движение»;
- Павел Кукиз — независимый кандидат, рок-музыкант, депутат сейма Нижнесилезского воеводства;
- Дариуш Ласка — лидер комитета «Патриотическое сообщество солидарных размышлений», победитель праймериз в коалиции «Сообщество»;
- Станислав Майданьский[пол.] — вице-председатель «Народной партии „Ойцовизна“ РП[пол.]», бывший депутат и сенатор;
- Балли Мажец — председатель коалиции «Казахское сообщество»;
- Корнель Моравецкий — лидер организации «Борющаяся солидарность»;
- Зенон Новак — лидер «Храброго папы» (16 марта снял свою кандидатуру, поддержав Корвин-Микке);
- Ванда Новицкая — заместитель председателя Сейма, кандидат Унии труда;
- Магдалена Огурек — кандидат Союза демократических левых сил;
- Януш Паликот — лидер Движения Паликота;
- Ивона Пёнтэк — председатель Партии женщин;
- Адам Сломка[пол.] — лидер коалиции «Несломленные» и политической организации «Конфедерация независимой Польши — патриотический лагерь[пол.]», бывший депутат;
- Павел Танайно — предприниматель, пресс-секретарь партии «Непосредственная демократия»;
- Яцек Вилк[пол.] — активист Конгресса новых правых.

Следующим шагом была регистрация кандидатов на пост президента Республики Польша, которую осуществила Национальная избирательная комиссия в отношении кандидатов, в поддержку которых их комитеты до 26 марта 2015 предоставили по меньшей мере 100 000 подписей. Зарегистрировано 11 кандидатов на пост президента Польской республики. 12 комитетов не предоставило необходимого количества подписей.
| Кандидаты |                       |         |              |                              | | |                             |                               |
| Фото      | Имя                   | Возраст | Образование  | Партийная принадлежность     | Партии, поддерживающие кандидата                                                                                                | Избирательный лозунг                                                                                          | Число голосов в первом туре | Доля голосов в первом туре, % |
|           | Гжегож Браун          | 48      | высшее (mgr) | беспартийный                 | | «Чтобы Польша не погибла»; «Вера, семья, собственность»; «Церковь, школа, оборона»; «Ты можешь изменить всё!» | 124 132                     | 0,83                          |
|           | Яцек Вилк             | 40      | высшее (mgr) | Конгресс новых правых        | - «Конгресс новых правых» | «Серьёзно о Польше»                                                                                           | 68 186                      | 0,46                          |
|           | Анджей Дуда           | 42      | высшее (dr)  | «Право и справедливость»     | - «Право и справедливость» - Партия «Piast» - «Солидарная Польша» Збигнева Зёбро - «Лига защиты суверенитета» - «Польша вместе» | «Имя будущего — Польша»; «Достойная жизнь в безопасной Польше»                                                | 5 179 092                   | 34,76                         |
|           | Бронислав Коморовский | 62      | высшее       | беспартийный                 | - «Гражданская платформа» - Демократическая партия — demokraci.pl - Партия Зелёных Республики Польша - Демократический Альянс   | «Выбери согласие и безопасность»                                                                              | 5 031 060                   | 33,77                         |
|           | Павел Кукиз           | 51      | среднее      | беспартийный                 | | «Перемены возможны!»                                                                                          | 3 099 079                   | 20,80                         |
|           | Януш Корвин-Микке     | 72      | высшее       | Конгресс новых правых        | - Коалиция Возрождения Республики Свободы и Надежды - «Храбрый папа»                                                            | «Гордая богатая Польша»                                                                                       | 486 084                     | 3,26                          |
|           | Магдалена Огурек      | 36      | высшее       | беспартийная                 | - Союз демократических левых сил                                                                                                | «Польша сначала»                                                                                              | 353 883                     | 2,38                          |
|           | Януш Паликот          | 50      | высшее (mgr) | Твоё движение                | - Твоё движение | «Активный президент — это возможно»; «Всё возможно»; «Я с ними разберусь!»                                    | 211 242                     | 1,42                          |
|           | Адам Ярубас           | 40      | высшее       | Польская крестьянская партия | - Польская крестьянская партия - Лига польских семей                                                                            | «Выбираем будущее»; «Адам Ярубас — голос разума»                                                              | 238 761                     | 1,60                          |

### Снялись
- Артур Гловацкий — предприниматель, беспартийный
- Влодзимеж Карпович — бывший вице-мэр Гданьска
- Зенон Новак — лидер «Храброго папы»

## Результаты
| Кандидат                    | Кандидат                    | Субъект выдвижения             | Первый тур | Первый тур | Второй тур | Второй тур |
| Кандидат                    | Кандидат                    | Субъект выдвижения             | Голосов    | %          | Голосов    | %          |
| --------------------------- | --------------------------- | ------------------------------ | ---------- | ---------- | ---------- | ---------- |
|                             | Анджей Дуда                 | Право и справедливость         | 5 179 092  | 34,76      | 8 630 627  | 51,55      |
|                             | Бронислав Коморовский       | Гражданская платформа          | 5 031 060  | 33,77      | 8 112 311  | 48,45      |
|                             | Павел Кукиз                 | Независимый кандидат           | 3 099 079  | 20,80      |            |            |
|                             | Януш Корвин-Микке           | Коалиция обновления республики | 486 084    | 3,26       |            |            |
|                             | Магдалена Огурек            | Союз демократических левых сил | 353 883    | 2,38       |            |            |
|                             | Адам Ярубас                 | Польская народная партия       | 238 761    | 1,60       |            |            |
|                             | Януш Паликот                | Твоё движение                  | 211 242    | 1,42       |            |            |
|                             | Гжегож Браун                | Независимый кандидат           | 124 132    | 0,83       |            |            |
|                             | Мариан Ковальский           | Национальное движение          | 77 630     | 0,52       |            |            |
|                             | Яцек Вильк                  | Конгресс новых правых          | 68 186     | 0,46       |            |            |
|                             | Павел Танайно               | Прямая демократия              | 29 785     | 0,20       |            |            |
| Действительных бюллетеней   | Действительных бюллетеней   | Действительных бюллетеней      | 14 898 934 | 99,17      | 16 742 938 | 98,53      |
| Недействительных бюллетеней | Недействительных бюллетеней | Недействительных бюллетеней    | 124 952    | 0,83       | 250 231    | 1,47       |
| Всего бюллетеней            | Всего бюллетеней            | Всего бюллетеней               | 15 023 886 | 100,00     | 16 993 169 | 100,00     |
| Явка избирателей            | Явка избирателей            | Явка избирателей               | 30 688 570 | 48,96      | 30 709 281 | 55,34      |
| Источник:PKW, PKW           |                             |                                |            |            |            |            |